# 슈퍼스타 감사용
"슈퍼스타 감사용"은 2004년 하반기에 개봉된 대한민국의 드라마, 코미디, 스포츠 영화로, 한국 프로 야구 초창기에 슈퍼스타즈라는 이름과는 걸맞지 않게 열악한 선수구성으로 꼴찌를 전전하던 삼미 슈퍼스타즈에서도 일반인 선발을 통해 야구 선수가 되어 주목받지 못했던 투수 감사용이라는 인물의 실화를 바탕으로 했다. 이범수가 감사용 역을 맡았으며, 박은아 역에 윤진서, 투수 박철순 역에 공유, 포수 금광옥 역에 개그맨 이혁재, 투수 인호봉 역에 류승수가 출연했다. 감독 및 각본은 김종현, 제작은 차승재, 노종윤, 박동호가 맡았으며, 제작사는 싸이더스이며, 배급은 CJ 엔터테인먼트가 맡았다.
촬영은 2004년 2월에 시작되었다. 부산 구덕야구장, 서울 목동야구장 등에서 야구 경기 장면을 촬영했으며, 7월까지 촬영을 마무리했다. 추석인 9월 17일 개봉했으며, 약 63만 명의 관객을 동원하며 흥행에는 실패했으나, 전반적으로 호평을 받았다.

## 캐스팅
- 이범수 - 투수 감사용 역
- 윤진서 - 박은아 역
- 류승수 - 투수 인호봉 역
- 이혁재 - 포수 금광옥 역
- 김수미 - 감사용 어머니 역
- 장항선 - 박 감독 역
- 조희봉 - 감삼용 역
- 오유나 - 장이란 역ㅡ에로배우
- 박효주 - 신혜영 역
- 김미성 - 감미자 역
- 박충선 - 오 과장 역
- 김황도 - 나 대리 역
- 노진원 - 서 대리 역
- 김혁 - 외야수 양승관 역
- 명규 - 1루수 조흥운 역
- 이정준 - 유격수 허운 역
- 전상진 - 이철성 역
- 여찬수 - 3루수 김구길 역
- 김민성 - 좌익수 김무관 역
- 백도빈 - 김경남 역
- 권형진 - 투수 오문현 역
- 이람 - 투수 김재현 역
- 임현철 - 김진철 역
- 최봉석 - 김동철 역
- 박근수 - 이 코치 역
- 하덕부 - 조 코치 역
- 리민 - OB 신경식 역
- 이성덕 - 스턴트 대역, OB 베어스 구천서 역
- 이명수 - OB 윤동균 역
- 하정우 - OB 베어스 외야수 김우열 역
- 백철민 - OB 포수 역
- 김현수 - OB 유격수 역
- 오은진 - OB 3루수 역
- 김진원 - OB 중견수 역
- 강승원 - OB 감독 역
- 함건수 - 백인천 역
- 이정훈 - 아나운서 역
- 이병훈 - 해설자 역
- 예민정 - 캐릭터 여 역
- 음석종 - 커플 남 역
- 서정희 - 커플 여 역
- 한대관 - 합승손님 역
- 장소연 - 호봉 처 역
- 허정혜 - 호봉 딸 역
- 유기태 - 삼미특수강 포수 역
- 조원동 - 인천시청 타자 역
- 강재병 - 인천시청 선수 역
- 조정희 - 인천시청 선수 역
- 정석원 - 오토바이 사내 역
- 이혜영 - 다방 레지 역
- 김태훈 - 삼미 피켓 소년 역
- 최민수 - OB팬 소년 역
- 송민규 - 사진사 역
- 김도량 - 교통 순경 역
- 이대희 - 투수 모집 지원자 1 역
- 이기욱 - 투수 모집 지원자 2 역
- 최수민 - 투수 모집 지원자 3 역
- 이상현 - 투수 모집 지원자 4 역
- 양재근 - 투수 모집 지원자 5 역
- 정용팔 - 투수 모집 지원자 6 역
- 박현경 - 투수 모집 지원자 7 역
- 최대훈 - 투수 모집 지원자 8 역
- 김철용 - 투수 모집 지원자 10 역
- 이호우 - 아나운서 역
- 김명규
- 공유 - 박철순 역 (특별출연)
- 김현석 - 김성한 역 (특별출연)
- 박용우 - 노상수 역 (특별출연)
- 정준하 - 투수 모집 지원자 9 역 (특별출연)ㅡ 무한도전

## 같이 보기
- 감사용
- 1982년 삼미 슈퍼스타즈 시즌